# ایمن عبدالنور
ایمن عبدالنور (عربی: أيمن عبد النور؛ زادهٔ ۶ اوت ۱۹۸۹) بازیکن سابق فوتبال اهل تونس است.
وی همچنین در تیم ملی فوتبال تونس بازی کرده‌است.